# Team Medellín-EPM
Team Medellín–EPM is een Colombiaanse wielerploeg die werd opgericht in 2017. De ploeg neemt deel aan de continentale circuits van de Internationale wielerunie (UCI). 

## Team 2024
| Naam                        | Geboortedatum | in het team sinds |
| --------------------------- | ------------- | ----------------- |
| Julián Cardona              | 19-01-1997    | 2024              |
| Fabio Duarte                | 11-06-1986    | 2019              |
| Javier Jamaica              | 02-03-1996    | 2021              |
| Victor Ocampo               | 19-06-1999    | 2022              |
| Róbigzon Oyola              | 10-08-1988    | 2017              |
| Wilmar Paredes              | 27-04-1996    | 2023              |
| Brayan Sánchez              | 03-06-1994    | 2020              |
| Óscar Sevilla               | 29-09-1976    | 2017              |
| Christian Tamayo 21-03-1991 | 2024          |                   |
| Walter Vargas               | 26-10-1994    | 2017              |

## Voormalige renners
| Naam                   | Geboortedatum | in het team |
| ---------------------- | ------------- | ----------- |
| Juan Esteban Arango    | 09-10-1986    | 2017        |
| Julián Cardona         | 19-01-1997    | 2017        |
| Eduardo Estrada        | 25-01-1995    | 2017        |
| Javier Ignacio Montoya | 17-10-1997    | 2017        |
| Robinson Ortega        | 20-06-1996    | 2017        |
| Nicolás Paredes        | 05-09-1992    | 2017-2020   |
| Brayan Ramírez         | 20-11-1992    | 2017        |
| Jonathan Caicedo       | 28-04-1993    | 2018        |
| Omar Mendoza           | 25-11-1989    | 2018        |
| Edward Beltrán         | 18-01-1990    | 2019        |
| Jhojan García          | 10-01-1998    | 2019        |
| Harold Tejada          | 27-04-1997    | 2019        |